# 林夢琦
林夢琦，號儆瑕，福建泉州府晋江县人。明朝政治人物。同進士出身。

## 生平
萬曆二十二年（1594年）甲午科福建乡试举人，萬曆二十六年（1598年），登戊戌科進士，户部觀政，初授平湖令。以忤上官，左迁赣州学博。再升廣東电白县知县，清廉寡欲，催科不挠，開浴龙河，建青云路，每月两课士艺，指授如师生。以清廉薦升南京大理寺評事，士民建祠祀之。歴官南安府知府，萬曆四十六年（1618年）调廣西南寧府知府，以平寇功擢升廣西按察司副使，致仕歸。